# Костино (Панинский сельсовет)
Костино — деревня в Белозерском районе Вологодской области.
Входит в состав Панинского сельского поселения, с точки зрения административно-территориального деления — в Панинский сельсовет.
Расстояние по автодороге до районного центра Белозерска составляет 66 км, до центра муниципального образования деревни Панинская — 1 км. Ближайшие населённые пункты — Горбуша, Зарецкая, Панинская.
Население по данным переписи 2002 года — 18 человек.